# Iridopsis mossi
Iridopsis mossi är en fjärilsart som beskrevs av Louis Beethoven Prout 1932. Iridopsis mossi ingår i släktet Iridopsis och familjen mätare. Inga underarter finns listade i Catalogue of Life.